# Allium mardinense
Allium mardinense — вид рослин із родини амарилісових (Amaryllidaceae).

## Біоморфологічна характеристика
Він нагадує A. aybukeae і A. enginii, але відрізняється від них кількома морфологічними ознаками, такими як довжина нитки, форма і поверхня внутрішньої оцвітини, а також колір пиляка. 

## Середовище проживання
Allium mardinense описаний з провінції Мардін, південно-східна Туреччина.